# Sunrise Beach Village (Texas)
Sunrise Beach Village es una ciudad ubicada en el condado de Llano en el estado estadounidense de Texas. En el Censo de 2010 tenía una población de 713 habitantes y una densidad poblacional de 120,11 personas por km².

## Geografía
Sunrise Beach Village se encuentra ubicada en las coordenadas 30°35′10″N 98°25′8″O / 30.58611, -98.41889. Según la Oficina del Censo de los Estados Unidos, Sunrise Beach Village tiene una superficie total de 5.94 km², de la cual 4.37 km² corresponden a tierra firme y (26.35%) 1.56 km² es agua.

## Demografía
Según el censo de 2010, había 713 personas residiendo en Sunrise Beach Village. La densidad de población era de 120,11 hab./km². De los 713 habitantes, Sunrise Beach Village estaba compuesto por el 98.46% blancos, el 0% eran afroamericanos, el 0.42% eran amerindios, el 0.14% eran asiáticos, el 0% eran isleños del Pacífico, el 0% eran de otras razas y el 0.98% pertenecían a dos o más razas. Del total de la población el 3.79% eran hispanos o latinos de cualquier raza.